# Ловћенске страже
Ловћенске страже је био назив за црногорску организацију која се противила рушењу Његошевог маузолеја на Ловћену. Основана је на Цетињу 1. новембра 1990. године од стране црногорских родољуба и присталица независности.
Падом комунизма и политичким превратом 1989. године дошло је до идеолошке промјене власти у Црној Гори, чиме се отворило питање срушене капеле Петра II Петровића Његоша на чијем мјесту је изграђен Његошев маузолеј.
Као одговор на пријетњу рушења маузолеја услиједило је окупљање грађана на Ивановим коритима, подно Ловћена, 1. новембра 1990. године којом приликом су основане формације, које су биле искључиво патриотског, а не војног или паравојног карактера.
Формације које су бројале неколико стотина људи биле су распоређене у подножју Ловћена и вршили су стражу у смјенама за читаво вријеме док је постојала опасност од рушења маузолеја.
Након избора у Црној Гори 2020. године опет је актуелизована идеја о изградњи капеле на Ловћену. За разлику од прије 30 година, више не постоји иницијатива за рушење маузолеја, већ изградња капеле на узвишењу иза маузолеја. Капела која би била изграђена била би Његошева завјетна капела из 19. вијека.